# Каруг рудоголовий
Кару́г рудоголовий (Chrysomus ruficapillus) — вид горобцеподібних птахів родини трупіалових (Icteridae). Мешкає в Південній Америці.

## Опис

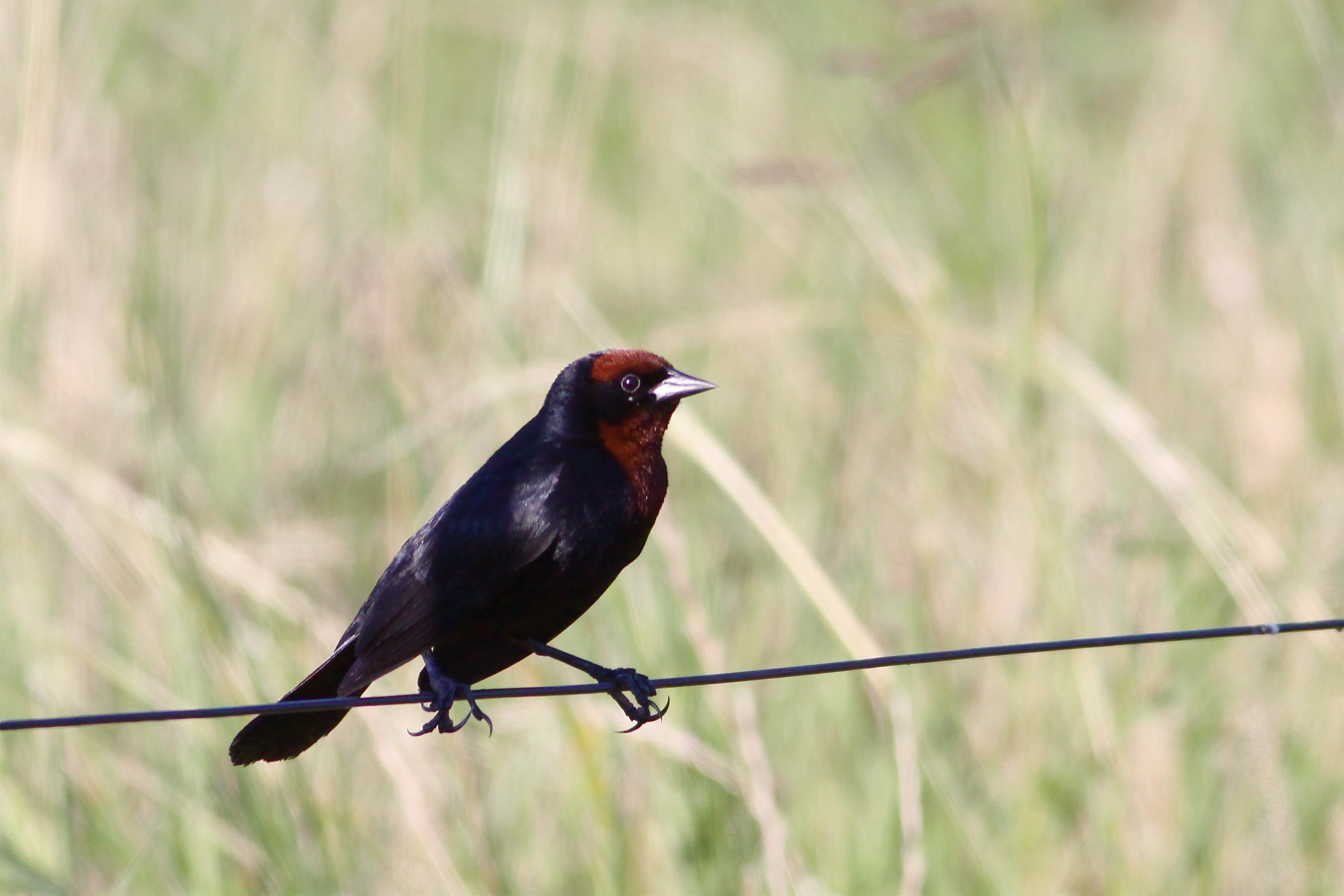
Самець рудоголового каруга

Довжина птаха становить 18,5 см. Виду притаманний статевий диморфізм. Самці мають переважно чорне, блискуче забарвлення, за винятком тімені, підборіддя і горла, які є каштановими. У самиць верхня частина тіла оливково-коричнева, нижня частина тіла дещо світліша, поцяткована чорними смугами, горло і груди у них рудувато-коричневі.

## Підвиди
Виділяють два підвиди:
- C. r. frontalis (Vieillot, 1819) — Французька Гвіана і східна Бразилія;
- C. r. ruficapillus (Vieillot, 1819) — від східної Болівії і південної Бразилії до північної Аргентини, Парагваю і Уругваю.

## Поширення і екологія
Рудоголові каруги мешкають в Бразилії, Французькій Гвіані, Болівії, Аргентині, Парагваї і Уругваї. Вони живуть на болотах, росових полях, луках і пасовищах, поблизу води. Зустрічаються зграями, навіть під час сезону розмноження, на висоті до 850 м над рівнем моря.